# Аве-Лаллеман, Эдуард
Эдуард Христианович (Юлиус Леопольд Эдуард) Аве-Лаллеман (нем. Julius Leopold Eduard Avé-Lallemant; 1803—1867) — немецкий ботаник и врач, работавший в Санкт-Петербургском Императорском ботаническом саду.

## Биография
Эдуард Аве-Лаллеман родился в Любеке 4 июня 1803 года. Учился в Касселе с 1815 по 1823, после чего проходил обучение в Грайфсвальдском университете. С 1825 по 1829 учился в Берлинском университете.
В 1826 году Аве-Лаллеман путешествовал по Европе: посетил северную Италию, южную Францию, Швейцарию, также объездил Германию. В 1829 году стал доктором медицины в области хирургии.
С 1838 по 1855 Эдуард Христианович работал куратором в Императорском ботаническом саду Санкт-Петербурга и ассистентом Фёдора Богдановича фон Фишера. Затем, вернувшись в Германию, занимался врачеванием в родном Любеке. 17 мая 1867 года Аве-Лаллеман скончался.
Вместе с Фишером Аве-Лаллеман занимался составлением томов с 6 по 11 сводки семян растений Императорского ботанического сада Index seminum.

## Некоторые научные работы
- Avé-Lallemant, E. De plantis quibusdam Italiae borealis et Germaniae australis rarioribus. — Berlin, 1829. — 20 p.

## Растения, названные в честь Э. Аве-Лаллемана
- Lallemantia Fisch. & C.A.Mey., 1840 — Ляллеманция
- Allium lallemantii Regel & Rach, 1858 [= Allium tulipifolium Ledeb., 1830]